# Glenopteris ornata
Glenopteris ornata là một loài bướm đêm trong họ Noctuidae.